# Serdinya
Serdinya település Franciaországban, Pyrénées-Orientales megyében. Lakosainak száma 233 fő (2022. január 1.). Serdinya Conat, Villefranche-de-Conflent, Fuilla, Escaro, Olette, Jujols és Nohèdes községekkel határos.

## Népesség
A település népessége az elmúlt években az alábbi módon változott:
| Lakosok száma | 219  | 244  | 256  | 246  | 239  | 232  | 225  | 228  | 233  |
|               | 2013 | 2015 | 2016 | 2017 | 2018 | 2019 | 2020 | 2021 | 2022 |